# Alua Nurmanova
Alua Nurmanova ou Nurman est une joueuse d'échecs kazakhe née en 2007. Maître international féminin en 2022, elle a remporté la médaille d'argent par équipe au Championnat du monde par équipes de 2023.
Au 1er novembre 2023, elle est la 78e joueuse  mondiale et est classée quatrième joueuse kazakhe avec un classement Elo de 2 367 points.

## Palmarès
Alua Nurmanova a remporté deux médailles au Championnat d'Asie des moins de douze ans en 2019 : la médaille de bronze en parties classiques et la médaille d'or en blitz.
Elle participe au championnat du monde d'échecs par équipes en 2023 au quatrième échiquier. Elle marque 2 points sur 4 lors de la phase de poule et 5 points sur 7 lors de la phase à élimination directe. L'équipe féminine du Kazakhstan finit première de la poule A, puis bat l'Allemagne en quart de finale, la France en demi-finale puis est battue en finale par la Géorgie.
En septembre 2023, l'équipe féminine du Kazakhstan finit troisième des jeux asiatiques. En octobre 2023, classée 123e joueur au départ de l'open du Qatar (le Qatar Masters auquel participait le numéro 1 mondial Magnus Carlsen), Alua Nurmanova marque la moitié des points (4,5/9) en ayant affronté que des joueurs mieux classés qu'elle